# Rapto de las sabinas

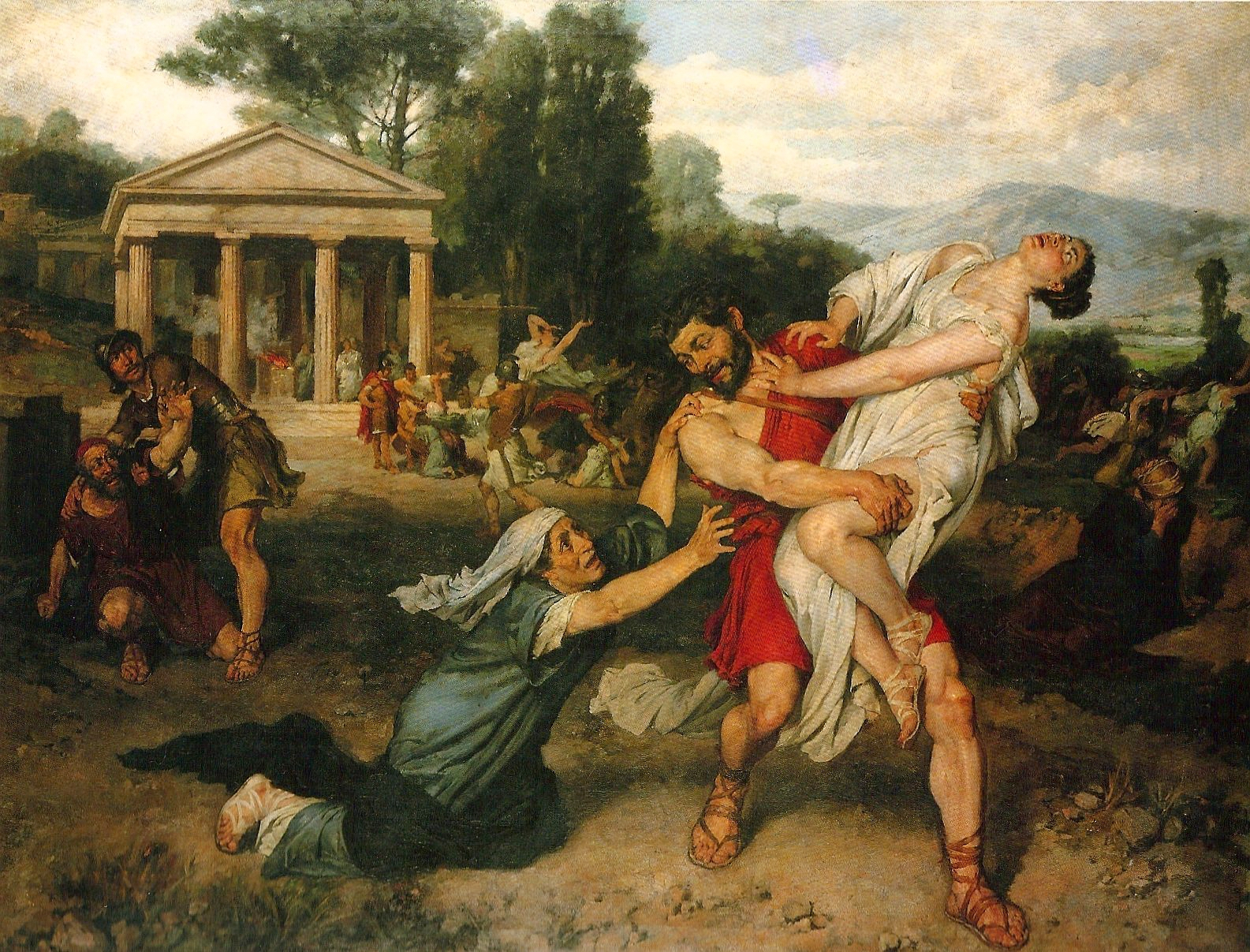
El rapto de las sabinas (1874) de Francisco Pradilla

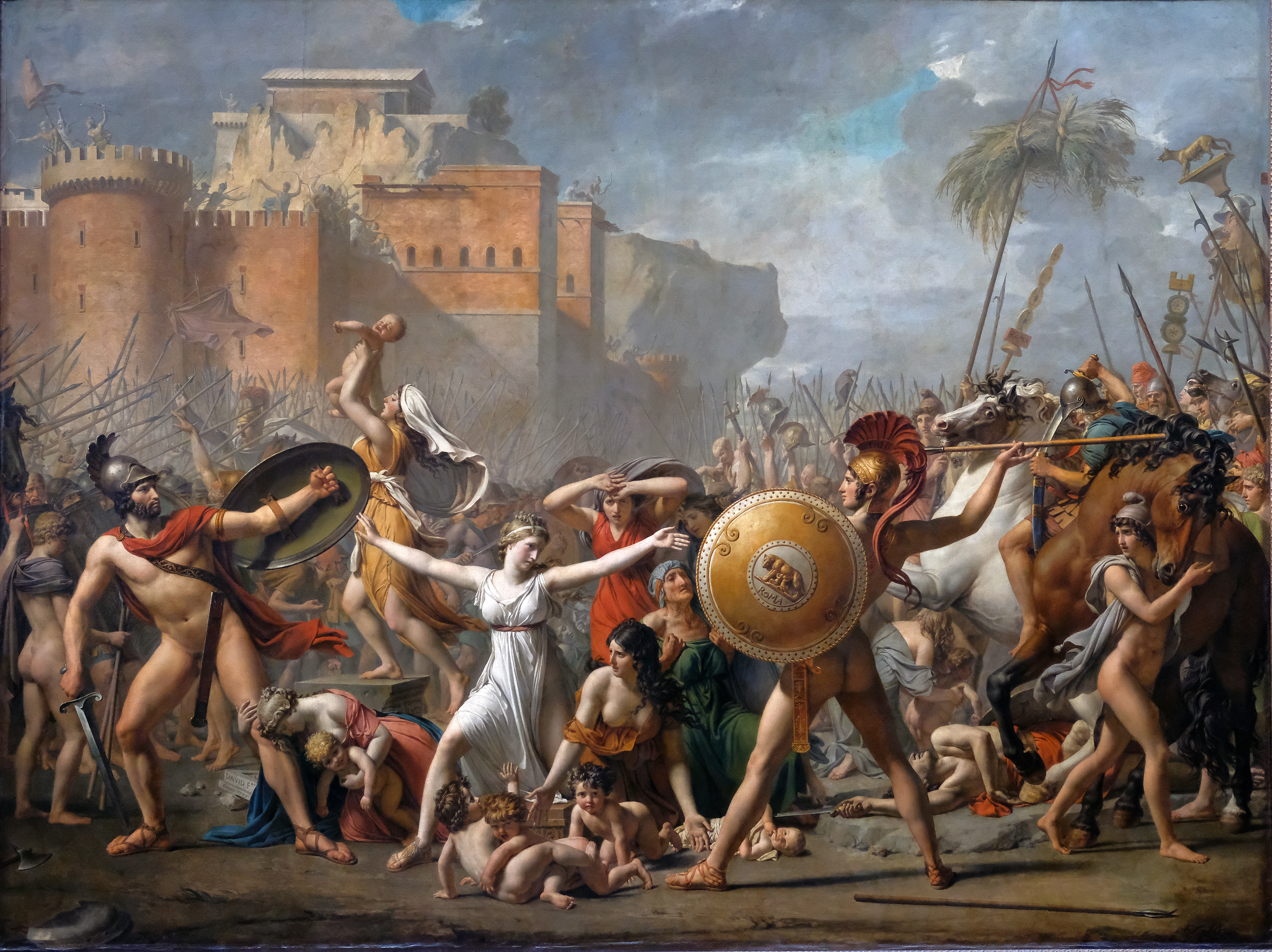
El rapto de las sabinas (1799) de Jacques-Louis David.

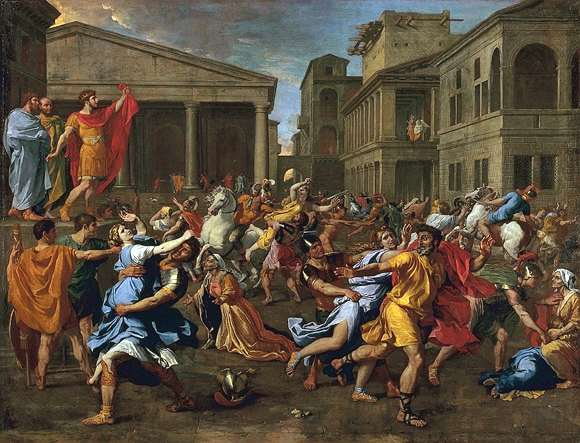
El rapto de las sabinas (1637 o 1638) de Nicolas Poussin.

El rapto de las sabinas es un episodio  mitológico que describe el secuestro de mujeres de la tribu de los sabinos por parte de los fundadores de Roma. Ha sido un tema frecuente en la pintura y la escultura, sobre todo durante el Renacimiento y la época posterior, al reunir ejemplos del valor y la audacia de los antiguos romanos con la oportunidad de representar figuras semidesnudas en una batalla intensa y apasionada.
El historiador y comparativista Georges Dumézil ha afirmado que el episodio es un mito fundacional basado en un esquema indoeuropeo heredado que tiene por objeto ilustrar la creación de una sociedad armoniosa y completa a través de la integración de las tres funciones, en la que los sabinos añaden su riqueza a las virtudes religiosas y guerreras de Rómulo y sus compañeros.

## Historia
Según el historiador romano Tito Livio (59 a. C.- 17 d. C), el rapto de mujeres sabinas se produjo en la historia temprana de Roma, poco después de su fundación, a mediados del siglo VIII a. C., y fue perpetrado por Rómulo y sus seguidores, predominantemente varones; se dice que, tras la fundación de la ciudad, la población estaba formada únicamente por latinos y otros pueblos itálicos, en particular por bandidos. Como Roma crecía a un ritmo tan constante en comparación con sus vecinos, Rómulo se preocupó por mantener la fortaleza de la ciudad. Su principal preocupación era que con pocas mujeres no habría posibilidad de mantener la población de la ciudad, sin la cual Roma no podría durar más de una generación. Siguiendo el consejo del Senado, los romanos salieron a las regiones circundantes en busca de esposas con las que establecer familias. Los romanos negociaron sin éxito con todos los pueblos a los que recurrieron, incluidos los sabinos, que poblaban las regiones vecinas. Los sabinos temían la aparición de una sociedad rival y se negaron a permitir que sus mujeres se casaran con los romanos. En consecuencia, los romanos idearon un plan para raptar a las mujeres sabinas durante la fiesta de Neptuno Ecuestre (o Conso). Planearon y anunciaron un festival de juegos para atraer a la gente de todas las ciudades cercanas. Según Livio, muchas gentes de las ciudades vecinas de Roma—como Caenina, Crustumerium y Antemnas—asistieron al festival junto con los sabinos, deseosos de ver la ciudad recién establecida con sus propios ojos. Los sabinos eran especialmente voluntariosos y fueron a Roma con sus mujeres e hijos y precedidos por su rey. Comenzó el espectáculo de los juegos, y Rómulo dio una señal «levantándose y doblando su manto y volviéndolo a arrojar alrededor suyo», momento en el que los romanos agarraron a las mujeres sabinas (cada romano raptó a una mujer) y lucharon contra los hombres sabinos. En total, treinta mujeres sabinas fueron secuestradas por los romanos en la fiesta. Se dice que todas las mujeres raptadas en la fiesta eran vírgenes, excepto una mujer casada, Hersilia, que se convirtió en la esposa de Rómulo y que más tarde sería la que intervino para detener la guerra que siguió entre los romanos y los sabinos. Rómulo no tardó en implorar a las indignadas secuestradas que aceptaran a los hombres romanos como sus nuevos maridos.
Los romanos intentaron aplacar a las mujeres convenciéndolas de que solo lo hicieron porque querían que fuesen sus esposas, y que ellas no podrían menos que sentirse orgullosas de pasar a formar parte de un pueblo que había sido elegido por los dioses. Las sabinas pusieron un requisito a la hora de contraer matrimonio: en el hogar, ellas solo se ocuparían del telar, sin verse obligadas a realizar otros trabajos domésticos, y se erigirían como las que gobernaban en la casa.
Años más tarde, enfadados por el doble ultraje de traición y de rapto de sus mujeres, los sabinos atacaron a los romanos, acorralándolos en el Capitolio. Para lograr penetrar en esta zona, contaron con una romana, Tarpeya, quien les franqueó la entrada a cambio de aquello que llevasen en los brazos, refiriéndose a los brazaletes. Viendo con desprecio la traición de la romana a su propio pueblo, aceptaron el trato, pero, en lugar de darle joyas, la mataron aplastándola con sus pesados escudos. La zona donde, según la leyenda, tuvo lugar tal asesinato, recibió el nombre de Roca Tarpeya, desde la que se arrojaba a los convictos de traición.
Cuando se iban a enfrentar en lo que parecía ser la batalla final, las sabinas se interpusieron entre ambos ejércitos combatientes para que dejasen de matarse porque, razonaron, si ganaban los romanos, perdían a sus padres y hermanos, y si ganaban los sabinos, perdían a sus maridos e hijos. Las sabinas lograron hacerlos entrar en razón y finalmente se celebró un banquete para festejar la reconciliación. El rey de Sabinia Tito Tacio y Rómulo formaron una diarquía en Roma hasta la muerte de Tito Tacio, cuando Rómulo se convirtió en el único rey.

## Análisis histórico
La motivación del rapto de las sabinas fue un motivo de debate entre las fuentes antiguas. Tito Livio escribe que la motivación de Roma para secuestrar a las mujeres sabinas era únicamente aumentar la población de la ciudad y afirma que no se produjo ninguna agresión sexual directa durante el rapto. Tito Livio afirma que Rómulo ofreció a las mujeres sabinas libertad de elección, así como derechos cívicos y de propiedad. Según Livio, Rómulo habló con cada una de ellas en persona, declarando «que todo se debía al orgullo de sus padres al negar el derecho de matrimonio a sus vecinos. Habrían de vivir en un matrimonio honorable, y compartirían todas sus propiedades y derechos civiles, y—lo más preciado para la naturaleza humana—serían las madres de hombres libres». Estudiosos como Dionisio de Halicarnaso sostienen que se trató de un intento de asegurar una alianza con los sabinos a través de las nuevas relaciones de las mujeres con los hombres romanos. La versión de Tito Livio se ve reforzada en cierto modo por las obras de Cicerón. En su obra De re publica, Cicerón reitera la opinión de Livio de que el plan de secuestrar a las mujeres sabinas en la fiesta se hizo para «fortalecer el nuevo estado» y «salvaguardar los recursos de su reino y de su pueblo». A diferencia de Livio, Cicerón y Dionisio, Ovidio ve el rapto de las sabinas como una vía para que los hombres de Roma satisfagan sus deseos sexuales y no como un intento de tomar esposas para producir hijos para la ciudad. Aunque menciona el problema de la falta de mujeres en Roma, no lo considera un factor en la planificación del rapto.
Aunque está claro que la historia formaba parte de la mitología fundacional de Roma, su veracidad es discutida y muchos historiadores e historiadoras consideran improbable que haya ocurrido, o al menos que haya sucedido de la forma descrita. Theodor Mommsen (al igual que otros historiadores posteriores como Jacques Poucet) creía que la historia probablemente se difundió durante los últimos años del siglo IV a. C., tras las guerras samnitas, como una narración que explicara la asimilación de los samnitas a Roma tras una mezcla de guerras y alianzas, enviando acontecimientos similares al pasado lejano. Es probable que la historia volviera a cobrar relevancia durante el periodo de tiempo en el que se acuñaron las monedas que representan el suceso, en el año 89 a. C. Se habrían acuñado durante la Guerra Social, un conflicto entre Roma y sus aliados italianos sobre el estatus de estos y sobre si merecían la ciudadanía romana. Una historia del pasado de Roma en la que ésta entraba en conflicto con sus vecinos, que mostraba una capacidad romana para la violencia brutal, pero que en últimas había podido evitarse una guerra, una vez que los sabinos se sometieron a la unificación con Roma, constituía un mensaje poderoso de enviar en tal momento para Roma.